# بيجو 307
بيجو 307 هي سيارة من تصنيع بيجو، ظهرت هذه السيارة في 26 أبريل 2001، كما حصلت على جائزة سيارة العام الأوروبية سنة 2002، بعد 14 سنة من تتويج بيجو 405.